# A.C.A.B. (Lied)
A.C.A.B. ist ein Punksong der Hamburger Band Slime. Er befindet sich auf ihrem Debütalbum Slime I und wurde 1981 veröffentlicht.

## Entstehungsgeschichte
Der Slogan „A.C.A.B.“ für „All Cops Are Bastards“ (englisch sinngemäß „Alle Bullen sind Schweine“) war zum Zeitpunkt der Entstehung des Songs in Deutschland nur wenig verbreitet. Die Verwendung im englischen Sprachraum am Rande von Arbeiterdemonstrationen war der Band Slime nicht bekannt. Laut Michael Mayer sei Dirk Jora 1979 in den Proberaum der Band gekommen und hätte von dem Slogan berichtet, den er von einer linken Rockerbande gehört und sich gleich auf den Unterarm eintätowieren lassen habe. Jahrelang habe die Band gedacht, sie habe das Akronym von den Hells Angels abgekupfert.
Text und Musik wurden von Michael Mayer geschrieben. Der 1:46 Minuten lange Song A.C.A.B. wurde Titel 3 auf dem Debütalbum der Band und zugleich dessen kürzester Track.

## Musikstil und Texte
Es handelt sich um einen kurzen, schnell gespielten Punksong. Der Text ist komplett auf Englisch und enthält wütende Angriffe auf Polizisten, denen Polizeigewalt unterstellt wird und die Unterstützung eines faschistischen Staats. Während in den Strophen nur ACAB gesungen wird, wird das Akronym im Chorus als „All cops are bastards“ komplett ausgeführt.

## Bedeutung
Es ist umstritten, ob das Kürzel A.C.A.B. in Deutschland durch Slimes Version Verbreitung gefunden hat. Etwa um die gleiche Zeit hatte die Band 4-Skins ebenfalls ein Lied unter diesem Titel aufgenommen. Sicher ist jedoch, dass er sich in der Zeit nach dem Debütalbum rasant verbreitet hatte und viele Punks den Slogan auf ihren Lederjacken oder selbst gestalteten T-Shirts verwendeten. Die Band selbst verwendete ihn nicht beim Merchandising, nur einmal schenkten sie ihren Roadies ein T-Shirt mit der Aufschrift „All Crews Are Bastards“.

## Weitere Veröffentlichungen
Später wurde der Titel erneut als Bonustrack der 2002er-Version von Alle gegen Alle verwendet. Eine Liveversion ist auf dem Album Live (Pankehallen 21.1.1984) sowie der Compilation '81 bis '87 (1990). Auf dem Tributalbum Alle gegen Alle – A Tribute to Slime wurde das Lied von Disturbers gecovert.
Die Slime-Nachfolgeband Rubberslime von Mayer veröffentlichte 2004 das Livealbum First Attack, bei dem A.C.A.B. als erster Song gespielt wurde.